# Constitution rigide
Une constitution rigide est une constitution qui se tient au-dessus des autres lois du pays, contrairement aux constitutions souples.
A.V. Dicey définit une constitution rigide comme une constitution en vertu de laquelle certaines lois, appelées lois constitutionnelles ou lois fondamentales, « ne peuvent pas être modifiées de la même manière que les lois ordinaires ». Une constitution rigide énonce « des obstacles juridiques/constitutionnels spécifiques à surmonter » avant qu'elle puisse être modifiée, comme l'approbation spéciale du peuple par référendum, une majorité qualifiée ou une majorité spéciale à la législature, ou les deux. En revanche, une constitution souple est une constitution dans laquelle la législature peut modifier le contenu et les principes de la constitution en utilisant le processus législatif ordinaire.